# 博落回属
博落回属（学名：Macleaya）是毛茛目罂粟科下的一个属，只有两个物种。
属名Macleaya以英国植物学家Alexander Macleay（1767-1848）的名字命名。

## 分类
本属归类于罂粟亚科白屈菜族，已知有两种：
- 博落回 Macleaya cordata
- 小果博落回 Macleaya microcarpa